# Rússia Unida
Rússia Unida (en rus: Единая Россия, Iedínaia Rossia) és un partit polític rus fundat l'1 de desembre de 2001 mitjançant la unió de dos partits: Unitat (Единство) i Pàtria-Tota Rússia (Вся Россия). Aquest partit s'autoidentifica com a conservador, nacionalista i centrista. Actualment se li sol situar en la dreta de l'espectre polític.
Els principals líders històrics de Rússia Unida han estat Dmitri Medvédev i, principalment, Vladímir Putin, que tot i no tenir cap càrrec oficial ni és membre del partit, Putin actua com el seu líder de facto. En 2011 comptava amb al voltant de 2 073 772 afiliats.

## Història

### Primers anys
El partit es va crear a partir de la unificació del segon i tercer partits de la Duma Estatal de 1999, Unitat i Pàtria-Tota Rússia, que sumaven plegats 141 diputats, més que el llavors Partit Comunista de la Federació Russa, que va vèncer les eleccions legislatives. Així, i ajudats amb la popularitat i suport dels principals polítics del Kremlin, van esdevenir aviat en el principal partit del país.
En les primeres eleccions a la Duma Estatal de 2003, va aconseguir el 37% del vot, aconseguint 305 escons, la qual cosa li va proporcionar la majoria. Es van aprofitar tant de les divisions i debilitats dels llavors partits liberals (Iàbloko i la Unió de Forces de Dreta), que semblaven dedicar més esforços a atacar-se mútuament que Putin, com de les contradiccions del Partit Comunista de la Federació Russa, al qual els mitjans de comunicació controlats per aparells de l'Estat rus van assenyalar com a hipòcrita per acceptar diners de diversos milionaris durant la campanya electoral.
En les eleccions presidencials de 2004, Rússia Unida va fer costat a Vladímir Putin i va contribuir a la seva àmplia victòria. Impulsats per la llavors popularitat del president, van arrasar a la Duma el 2007 amb una supermajoria de 64,3% dels vots, derrotant al Partit Comunista. En aquestes eleccions es van introduir requisits de registre de partits, candidats i votants més estrictes i va augmentar el llindar electoral del 5% al 7%, cosa que va facilitar la victòria. A més, va haver-hi nombroses acusacions de frau electoral, que s'han anat repetint en el temps.
L'agenda legislativa va canviar una mica després de les eleccions del 2007. La legislació antiterrorista, els grans augments de la despesa social i la creació de noves corporacions estatals es van convertir en els temes dominants mentre que es va dedicar menys energia a la reforma econòmica.

### 2008-2013
Per a les eleccions presidencials de 2008, Rússia Unida va nomenar Dmitri Medvedev per succeir a Putin. Medvedev va rebre la benedicció de Putin (i el suport d'altres partits, com el Partit Agrari de Rússia, el qual entraria a formar part de Rússia Unida) i va aconseguir una clara victòria, rebent el 71% dels vots. Com a president, Medvedev va nomenar Putin com a primer ministre.
Durant les eleccions regionals de l'11 d'octubre de 2009, Rússia Unida va guanyar la majoria dels escons a gairebé tots els municipis russos. Els candidats de l'oposició van afirmar que se'ls va impedir fer campanya i a alguns se'ls va negar el registre. Hi va haver denúncies d'ompliment generalitzat de paperetes i intimidació dels votants, així com resultats d'anàlisis estadístiques que recolzaven aquestes acusacions.
Durant aquells anys i especialment després de la crisi econòmica, el suport a Rússia Unida va ser variable, però va disminuir en general. La proporció de la població que va votar pel partit va assolir el seu punt més baix el gener de 2011 (35%) abans de recuperar-se al 41% el març de 2011.
Al 12è Congrés del Partit celebrat el 24 de setembre de 2011, Medvedev va donar suport a la candidatura del primer ministre Putin a les eleccions presidencials de 2012, que van assegurar efectivament que Putin tornaria a la presidència, donat el domini gairebé total del partit sobre la política del país. Fruit del desgast polític, Rússia Unida va decidir no utilitzar els retrats de Medvedev i Putin durant la campanya electoral de tardor.
Per tal de superar aquesta pèrdua de popularitat i suport, Putin va proposar formar un "front popular ampli" amb partits, sindicats, associacions empresarials, organitzacions civils i individus, el que més endavant, al 2013, esdevindria el Front Popular Panrús, que ha servit des de llavors com a aliança àmplia del partit i coalició electoral per reforçar el seu poder.

### 2014-Present
En aquest sentit, a les eleccions a la Duma Estatal de 2016 el partit va aconseguir la seva victòria més àmplia en nombre d'escons, 343 diputats, segona en percentatge de vot, amb un 54.2% per darrere dels seus resultats històrics de 2007. Així, va aconseguir de nou la supermajoria, que va mantenir al 2021 reduint lleugerament els resultats, amb un 49.82% i 324 diputats. A nivell presidencial, la reelecció de Vladímir Putin al 2018 va ser amb el major suport fins al moment, amb un 76.69% i més de 56 milions de vots.
El 16 de desembre de 2022, a causa de la invasió russa d'Ucraïna, Rússia Unida va ser inclosa a la llista de sancions de la UE, com tots els partits de la Duma Estatal que hi van donar suport en les respectives votacions.

## Resultats electorals

### Eleccions presidencials
| Any  | Candidat                | 1a volta   | 1a volta    | 2a volta | 2a volta | Resultat |
| Any  | Candidat                | Vots       | %           | Vots     | %        | Resultat |
| ---- | ----------------------- | ---------- | ----------- | -------- | -------- | -------- |
| 2004 | Suport a Vladímir Putin | 49,565,238 | 71,31 / 100 | N/D      | N/D      | Elegit   |
| 2008 | Dmitri Medvédev         | 52,530,712 | 70,28 / 100 | N/D      | N/D      | Elegit   |
| 2012 | Vladímir Putin          | 46,602,075 | 63,6 / 100  | N/D      | N/D      | Elegit   |
| 2018 | Suport a Vladímir Putin | 56,430,712 | 76,69 / 100 | N/D      | N/D      | Elegit   |
| 2024 | Suport a Vladímir Putin | 76,277,708 | 88,48 / 100 | N/D      | N/D      | Elegit   |

### Eleccions legislatives
| Any  | Cap de llista   | Vots       | %      | Escons    | +/- | Estatus      |
| ---- | --------------- | ---------- | ------ | --------- | --- | ------------ |
| 2003 | Borís Gryzlov   | 22.779.279 | 37,57% | 223 / 450 | Nou | Majoria      |
| 2007 | Vladímir Putin  | 44.714.241 | 64,30% | 315 / 450 | 92  | Supermajoria |
| 2011 | Dmitri Medvédev | 32.448.000 | 49,32% | 238 / 450 | 77  | Majoria      |
| 2016 | Dmitri Medvédev | 28.527.828 | 55,23% | 343 / 450 | 105 | Supermajoria |
| 2021 | Serguei Xoigú   | 28.064.258 | 49,82% | 324 / 450 | 19  | Supermajoria |